# Membranipora tuberculatoidea
Membranipora tuberculatoidea är en mossdjursart som beskrevs av Liu 1999. Membranipora tuberculatoidea ingår i släktet Membranipora och familjen Membraniporidae. Inga underarter finns listade i Catalogue of Life.